# Carl Hiekisch
Carl Wilhelm Hiekisch (* 3. Märzjul. / 15. März 1840greg. in Reval im Gouvernement Estland, Russisches Kaiserreich; † 7. Dezemberjul. / 20. Dezember 1901greg. in Reval) war ein deutsch-baltischer Geograph und Ethnologe. 

## Leben
Hiekisch wuchs als Sohn des aus Böhmen stammenden Bierbrauers Joseph Hiekisch und dessen aus Reval stammender Frau Juliane Wilhelmine, geb. Schneider, in Reval auf und besuchte dort 1853 bis 1857 und 1857 bis 1858 in St. Petersburg das Gymnasium, wo er 1858 bis 1860 Naturwissenschaften studierte. Dort wurde er zum Ehrenphilister der deutschen Teutonia-Studentenverbindung ernannt. 1867 Kandidat; 1879 Magister. 1882 wurde er von der Kaiserlichen Universität Dorpat mit der Arbeit "Das System des Ural »Eine orographische Darstellung des europäisch-asiatischen Grenzgebirges«" zum Dr. phil. (Geographie) promoviert. 
Er war verheiratet mit Charlotte Marie Julie Daugull. 
In St. Petersburg war er 1867–69 Lehrer der deutschen Sprache am 2. Gymnasium. 1869 bis 1897 arbeitete Hiekisch als Lehrer der Geographie an der St. Annen-Schule. In der Veröffentlichung „Zur Jubelfeier des 150-Jährigen Bestehens der St. Annen-Schule“ ist er aufgeführt. 1870 bis 1900 war er gleichzeitig Lehrer für Naturgeschichte und Geographie an der St. Katharinen-Schule. 
Er unternahm Reisen durch Skandinavien, Deutschland, der Schweiz, Italien, sowie nach Westindien und Südamerika.

## Werke
- Die Tungusen »Eine ethnologische Monographie«, 1879.
- Das System des Ural »Eine orographische Darstellung des europäisch-asiatischen Grenzgebirges«. Dissertation, Kaiserliche Universität Dorpat, 1881 Online (PDF; 9,73 MB)